# Frans met haar op
Frans met haar op is de benaming die in Vlaanderen in de volksmond gebruikt wordt voor het incorrecte Frans dat gesproken wordt door Nederlandstaligen die de taal nauwelijks of niet volledig beheersen. Andere benamingen zijn "steenkolenfrans" (naar analogie van steenkolenengels), "klompenfrans" (van toepassing op Nederlanders) en "houtje-touwtje-Frans".
De bekendste vorm is het letterlijk omzetten van Nederlandse in Franse zinnen, zonder te letten op grammatica. Verwarring kan ook ontstaan doordat sommige Franse collocaties in het Nederlands iets anders betekenen wanneer ze letterlijk worden vertaald.

## Voorbeelden

### Letterlijk vertalen
- Frans met haar op: Je suis déménagé. (letterlijk: Ik ben verhuisd.)

Correct Frans: J'ai déménagé.
- Frans met haar op: Je suis vingt ans (letterlijk: Ik ben 20 jaar oud)

Correct Frans: J'ai vingt ans.
- Frans met haar op: C'est froid. (letterlijk: Het is koud.)

Correct Frans: Il fait froid.
- Frans met haar op: J'ai mal dans ma tête. (letterlijk: Ik heb pijn in mijn hoofd.)

Correct Frans: J'ai mal à la tête.

### Grammatica

#### Persoonlijk voornaamwoord
In het Nederlands kan het persoonlijk voornaamwoord hem zowel meewerkend als lijdend voorwerp zijn. Het Franse lui is echter uitsluitend meewerkend voorwerp. Ik geef hem een geschenk (hier is hem meewerkend voorwerp) laat zich correct vertalen als Je lui donne un cadeau., maar de correcte vertaling van Ik zie hem. (in deze zin is hem lijdend voorwerp) is Je le vois. Sprekers van Frans met haar op kunnen zeggen Je lui vois.

#### Lidwoord
Het onderscheid tussen mannelijke en vrouwelijke woorden speelt in de Nederlandse standaardtaal geen rol van betekenis, en zij die dit verschil in hun dagelijkse taalgebruik wel kennen (Vlamingen, Limburgers, Twenten etc.) hebben er onvoldoende steun aan bij het Frans, omdat de geslachten lang niet altijd overeenkomen. Vandaar dat de lidwoorden un, le (mannelijk), une, la (vrouwelijk) in Frans met haar op vaak verkeerd gebruikt worden.
De onbepaalde lidwoorden un, une, des, du, de la en de l' veranderen, behalve na een vervoeging van het werkwoord être, in de negatieve zin en na een hoeveelheid, in "de" (zie ook delend lidwoord). Veel Nederlandstaligen hebben het hier erg moeilijk mee. Zinnen als Ik eet geen frieten en Er zijn veel problemen worden in Steenkolenfrans vertaald als Je ne mange pas des frites, Il y a beaucoup des problèmes Correct Frans is: Je ne mange pas de frites en Il y a beaucoup de problèmes

## Nederlandse invloed op het Belgisch-Frans en het Waals
Door invloed van het Nederlands en Vlaams op het Belgisch-Frans en het Waals komen daarin ook taalconstructies voor die op het Nederlands lijken.
Zo is het niet ongewoon om het volgende te horen uit de mond van Belgische Franstaligen:
- "Tu viens avec au fritkot?" in plaats van "Tu m'accompagnes à la friterie?" (van "Ga je mee naar de frituur?")
- In Belgisch Frans wordt “een zwembad” vaak “un bassin de natation” genoemd in plaats van “une piscine”.

## Humor
- Volgens een hardnekkig gerucht dat al kort na haar aanstelling tot minister van Volksgezondheid en Milieuhygiëne de ronde deed, zoals blijkt uit een column in De Telegraaf van Willem Brandt van 6 december 1973,[1] stelde de Nederlandse politica Irene Vorrink zich in het Frans voor als "ministre du milieu", wat zoveel wil zeggen als "minister van de onderwereld" of "minister van het midden". Het verhaal is onbevestigd. Vorrink heeft het zelf uitdrukkelijk tegengesproken in een interview met Frénk van der Linden in de Tijd van 25 september 1987. De juiste Franse vertaling van het Nederlandse "milieu" in de zin van "leefomgeving" is "environnement". Volgens René Zwaap in De Groene Amsterdammer van 13 december 2003 zou ook Hans Alders, die minister van Volkshuisvesting, Ruimtelijke Ordening en Milieu was van 1989-1994, zich gepresenteerd hebben als "le ministre du milieu".[2]
- De Gentse schrijfster Virginie Loveling (1836-1923) noteerde jarenlang 'Frans met haar op' bij de Gentse (petite) bourgeoisie. Ze verwerkte deze zinnen in een humoristische roman, Levensleer, die ze schreef samen met haar neef Cyriel Buysse (1859-1932). Enkele voorbeelden:

Vous me mettez joliment dans des nids, savez-vous? = U steekt me mooi in nesten, weet u? (Correcte vertaling: Vous me causez bien des ennuis, vous savez.)
Il ne faut pas regarder trop étroit = Je moet niet te nauw kijken. (Correcte vertaling: Il ne faut pas regarder de trop proche.)
Ça veut justement réussir main’nant = Dat moet nu ook juist lukken. (Correcte vertaling: Ça devrait faire l'affaire.)
- Onjuist Frans kan ook opzettelijk gebruikt worden om een humoristisch effect te bereiken. Over het algemeen betreft het hier Nederlandse fraseologische eenheden die letterlijk in het Frans zijn vertaald en zo een pseudofraseologische eenheid in het Frans vormen:
  - Allez votre corridor (Ga uw gang; correcte vertaling: Allez-y)
  - N'escalier pas dans l'espoir, car elle est semaine (Trap niet in de hoop, want zij is week; correcte vertaling: Ne fais pas confiance à l'espoir, car il est faible)